# Doas
doas — утилита командной строки, предназначенная для выполнения команд с повышенными правами на операционных системах OpenBSD и некоторых других Unix-подобных системах. Название «doas» происходит от фразы «do as» (сделать как), что указывает на её основную цель — выполнение команд от имени другого пользователя или с правами администратора.
Основные характеристики и принципы работы doas:
1. Простота конфигурации: Конфигурация doas обычно проще и более понятна для конечных пользователей по сравнению с другими средствами, такими как sudo. Она основана на простых правилах, которые определяют, какие команды и от каких пользователей можно выполнять.
2. Прозрачность: doas обеспечивает прозрачное выполнение команд, и результаты выполнения будут видны пользователю, от имени которого выполняется команда, а не от имени root.
3. Безопасность: doas разработан с акцентом на безопасность. Это означает, что доступ к привилегированным командам строго контролируется и может быть настроен в соответствии с требованиями безопасности системы.
4. Подход по умолчанию: В отличие от sudo, где доступ к командам по умолчанию обычно ограничен и требует явной настройки, doas обычно разрешает выполнение команд по умолчанию и требует явной настройки ограничений.

Пример использования doas может выглядеть так:
```
doas
 
command

```

Эта команда выполнит «command» от имени пользователя, имеющего права на выполнение этой команды в конфигурации doas.
Помимо OpenBSD, doas также доступен для некоторых других Unix-подобных операционных систем, но он может иметь различные особенности и конфигурации в зависимости от системы.